# Cichy pojedynek
Cichy pojedynek (tyt.oryg. Duel i heshtur) – albański film fabularny z roku 1967 w reżyserii Dhimitra Anagnostiego.

## Opis fabuły
W stoczni cumuje okręt Skanderbeg, który przechodzi generalny remont. Dwóch albańskich marynarzy, Rahmi i Islami, planuje porwać okręt, aby uciec do Włoch. Ich plany udaje się pokrzyżować marynarzowi Skenderowi Guri, który musi stoczyć walkę z uciekinierami.
Film zrealizowano w Durrës.

## Obsada
- Rikard Ljarja jako Skënder Guri
- Ndrek Luca jako Rahmi
- Reshat Arbana jako Islami
- Bujar Kapexhiu jako Bepini
- Eglantina Kume
- Fitim Makashi
- Avzi Hoxha
- Injac Saraçi